# MIT 강남스타일
MIT 강남 스타일(MIT Gangnam Style)은 매사추세츠 공과대학교의 학생들이 제작한 강남 스타일의 패러디 비디오로 또한 촘스키 스타일로 불린다. 이 비디오는 허핑턴 포스트에 의해 이제까지 나온 최고의 강남 스타일 패러디물로 소개되었으며, 수백명의 MIT 학생들 뿐만 아니라 카메오로 매사추세츠 공과대학교 교수 노엄 촘스키, 에릭 랜더, 도널드 새도웨이등이 출연했다.

## 출시 및 반응
이 비디오는 2012년 10월 27일 아침에 유튜브를 통해 출시됐다. 10월 30일 현재 540,000 뷰를 넘었다. 이 비디오 출시 다음날, 가장 인기있는 예능 곡목 표에 나열됐다.